# مدولاسیون

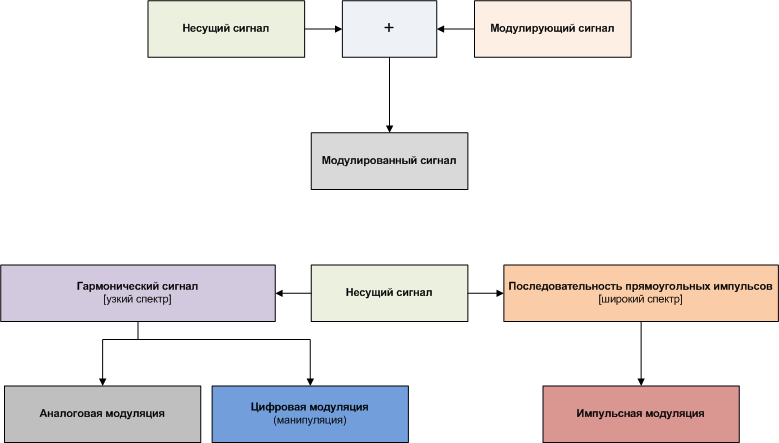
چارت مدوله‌سازی

مدولاسیون یا مِدوله‌سازی در مهندسی برق و مخابرات، عبارت است از سوارکردن سیگنال پیام (داده، اطلاعات) روی یک سیگنال دیگر (سیگنال حامل) که معمولاً بسامد بالاتری دارد. این کار به منظور افزایش بُرد سیگنال و بهره‌وری انتقال و استفاده بهتر از پهنای‌باند کانال صورت می‌گیرد. البته که بسامد بالاتر در امواج الکتریکی و الکترومغناطیسی به معنی کاهش برد می‌باشد و این یک مولفه منفی است اما عموماً در مدوله‌سازی یا جنس سیگنال حامل یا جنس رسانا یا کدینگ خط(Line Coding) تغییر می‌کند و اگر از «معمولا بسامد بالاتر» در تعریف مدوله‌سازی استفاده می‌شود صرفاً بخاطر این است که بتوان سیگنال پیام را بر روی سیگنال حامل سوار کرد و دچار کمبود سیکل (به انگلیسی: Cycle) برای ارسال نماد (به انگلیسی: Symbol) نشویم مثل مدوله‌سازی فرکانس با امواج آنالوگ که شاید از هر ۱۰ سیکل در سیگنال حامل برای انتقال تک‌بیت صفر یا یک باینری موجود در یک سیکل از سیگنال پیام استفاده می‌شود. دلیل دیگر استفاده از فرکانس بالاتر برای سیگنال حامل زمانی است که سیگنال حامل امواج الکترومغناطیسی باشد که این کار باعث کاهش اندازه آنتن شود.
در مدوله‌سازی، یکی از مشخصه‌‌های سیگنال حامل (مثلاً دامنه، فرکانس، فاز، یا ترکیبی از این‌ها) با توجه به سیگنال پیام تغییر داده می‌شوند.
از دیدگاهی جامع‌تر، فرایند گُنجاندن سیگنال حاوی اطلاعات در سیگنالی دیگر را مدوله‌سازی می‌نامند. همچنین معکوس مدوله‌سازی که استخراج سیگنال حاوی اطلاعات از سیگنال حامل است را دِمدولاسیون یا وامدوله‌سازی می‌نامند.

## ضرورت مدوله‌سازی
1. از پهنای‌باند رسانا یا باند فرکانسی استفاده بهینه شود به‌وسیلهٔ مواردی مثل کدگذاری خط یا مالتی‌پلکسینگ.
2. بر مسافت انتقال پیام افزوده شود که این کار معمولاً یا با افزایش دامنه امواج انجام می‌شود یا با تغییر جنس سیگنال (از الکتریکی به الکترومغناطیسی) یا تغییر مواد رسانا.
3. عدم استفاده از سخت‌افزار مد نظر در موقعیت مکانی خاص مثل ارسال داده از روی سطح دریا با امواج الکترومغناطیسی.
4. چالش‌‌های اقتصادی، مانند استفاده از زیرساخت سیم‌‌های تلفن قدیمی برای ارسال داده‌‌های دیجیتال کامپیوتری با استفاده از مودم‌‌های خانگی ADSL.

اگر کانال مخابراتی فضای آزاد باشد، برای ارسال و دریافت سیگنال، آنتنی لازم است که طولش متناسب با طول‌موج سیگنال باشد. بسیاری از سیگنال‌‌های صوتی دارای مؤلفه فرکانسی تا حدود ۳ کیلوهرتز یا پایین‌تر هستند که در این صورت طول آنتن مورد نیاز باید حدود ۵۰ کیلومتر باشد. اما اگر از مدوله‌سازی برای سوارکردن سیگنال صوت بر روی یک موج حامل با فرکانس مثلاً ۱۰۰ مگاهرتز استفاده کنیم، طول آنتن حدود یک تا دو متر خواهد بود.

یمک موج پیام فرکانس‌پایین (مشکی) اگر روی دامنه یک حامل با فرکانس‌بالا سوار شود، مدولاسیون ای‌ام (قرمز) را می‌سازد و اگر روی فرکانس یک حامل فرکانس‌بالا سوار شود، مدولاسیون اف‌ام (آبی) را می‌سازد.

## انواع مدوله‌سازی
مدوله‌سازی انواع مختلفی دارد. همچنین مدوله‌سازی به انواع آنالوگ و دیجیتال هم تقسیم می‌شود. برای اشاره به مدوله‌سازی‌‌های دیجیتال بیشتر از اصطلاح کلیدزنی (Keying) استفاده می‌شود.
در مدلاسیون آنالوگ تمام سیگنال در حوزه زمان از فرستنده ارسال می‌شود که با وجود شباهت در شکل‌موج برای ارسال تمام آن انرژی زیادی مصرف می‌شود. برای کاهش انرژی مصرفی و داشتن مخابره‌ای ایمن تر از مدلاسیون دیجیتال استفاده می‌کنیم. در این مدلاسیون، از سیگنال به‌طور یکنواخت نمونه‌برداری می‌شود، این نمونه‌ها کوانتایز شده (در سطح‌‌های مختلف تعیین شده قرار می‌گیرند) و سپس به صورت دنباله‌ای از صفر و یک ارسال می‌شوند.
در مدوله‌سازی، سیگنال حامل بر اساس سیگنال پیام تغییر داده می‌شود. سیگنال حامل خواص مختلفی دارد که می‌تواند بر اساس سیگنال پیام تغییر داده شوند و از این رو انواع مختلفی از مدوله‌سازی پدید می‌آید.
1. مدوله‌سازی دامنه (AM): دامنهٔ سیگنال حامل بر اساس تغییرات سیگنال پیام تغییر داده می‌شود.
2. مدوله‌سازی بسامد (FM): فرکانس سیگنال حامل بر اساس تغییرات سیگنال پیام تغییر داده می‌شود.
3. مدوله‌سازی فاز (PM): فاز سیگنال حامل بر اساس تغییرات سیگنال پیام تغییر داده می‌شود.
4. مدوله‌سازی تقسیم فرکانس عمود برهم (ofdm): پهنای‌باند بین چند زیرحامل که برهم عمود هستند تقسیم می‌شود.

روش‌‌های مدوله‌سازی علاوه بر آن که امکان گنجاندن اطلاعات را بر روی سیگنالی که انتشار مؤثرتری دارد فراهم می‌کند، نیز امکان می‌دهد که چند سیگنال دارای طیف همپوشان از طریق یک کانال انتقال یابند، این مفهوم مالتی‌پلکسینگ نام دارد.

## جستار‌های وابسته
- مدولاسیون کد پالس
- مدولاتور فضایی نوری
- وامدوله‌سازی
- مدولاسیون تقسیم فرکانس عمودبرهم